# Devious Maids – Schmutzige Geheimnisse/Episodenliste

Logo zur Serie

Diese Episodenliste enthält alle Episoden der US-amerikanischen Dramedyserie Devious Maids – Schmutzige Geheimnisse, sortiert nach der US-amerikanischen Erstausstrahlung. Zwischen 2013 und 2016 entstanden in vier Staffeln insgesamt 49 Episoden mit einer Länge von jeweils etwa 43 Minuten.

## Übersicht
| Staffel | Episoden | Erstausstrahlung USA | Erstausstrahlung USA | Deutschsprachige Erstausstrahlung | Deutschsprachige Erstausstrahlung |
| Staffel | Episoden | Staffelpremiere      | Staffelfinale        | Staffelpremiere                   | Staffelfinale                     |
| ------- | -------- | -------------------- | -------------------- | --------------------------------- | --------------------------------- |
| 1       | 13       | 23. Juni 2013        | 22. September 2013   | 29. Januar 2014                   | 5. März 2014                      |
| 2       | 13       | 20. April 2014       | 13. Juli 2014        | 8. Oktober 2014                   | 12. November 2014                 |
| 3       | 13       | 1. Juni 2015         | 24. August 2015      | 6. Oktober 2015                   | 10. November 2015                 |
| 4       | 10       | 6. Juni 2016         | 8. August 2016       | 3. Oktober 2016                   | 31. Oktober 2016                  |

## Staffel 1
Die Erstausstrahlung der ersten Staffel war vom 23. Juni bis zum 23. September 2013 auf dem US-amerikanischen Kabelsender Lifetime zu sehen. Die deutschsprachige Erstausstrahlung sendete der deutsche Pay-TV-Sender Universal Channel vom 29. Januar bis zum 5. März 2014.
| Nr. (ges.) | Nr. (St.) | Deutscher Titel                                                            | Originaltitel           | Erstausstrahlung USA | Deutschsprachige Erstausstrahlung (D) | Regie            | Drehbuch                | Zuschauer (USA) |
| ---------- | --------- | -------------------------------------------------------------------------- | ----------------------- | -------------------- | ------------------------------------- | ---------------- | ----------------------- | --------------- |
| 1          | 1         | Dienstmädchen auf Abwegen                                                  | Pilot                   | 23. Juni 2013        | 29. Jan. 2014                         | Paul McGuigan    | Marc Cherry             | 1,99 Mio.       |
| 2          | 2         | Vorbereitungen                                                             | Setting the Table       | 30. Juni 2013        | 29. Jan. 2014                         | Rob Bailey       | Marc Cherry             | 2,09 Mio.       |
| 3          | 3         | Alte und neue Sünden                                                       | Wiping Away the Past    | 7. Juli 2013         | 5. Feb. 2014                          | Rob Bailey       | Victor Levin            | 2,53 Mio.       |
| 4          | 4         | Bett machen Wie man sich bettet... (Alternativtitel)                       | Making Your Bed         | 14. Juli 2013        | 5. Feb. 2014                          | David Warren     | John Paul Bullock III   | 2,23 Mio.       |
| 5          | 5         | Ordnung im Haus Aufräumarbeiten (Alternativtitel)                          | Taking Out the Trash    | 21. Juli 2013        | 12. Feb. 2014                         | David Warren     | Gloria Calderon Kellett | 2,78 Mio.       |
| 6          | 6         | Ausgang mit Hund Pläne schmieden (Alternativtitel)                         | Walking the Dog         | 28. Juli 2013        | 12. Feb. 2014                         | Tawnia McKiernan | Brian Tanen             | 2,88 Mio.       |
| 7          | 7         | Überbringung einer Nachricht Eine Hand wäscht die andere (Alternativtitel) | Taking a Message        | 4. Aug. 2013         | 19. Feb. 2014                         | Tawnia McKiernan | Tanya Saracho           | 2,74 Mio.       |
| 8          | 8         | Wo ist mein Baby? Babysitten (Alternativtitel)                             | Minding the Baby        | 11. Aug. 2013        | 19. Feb. 2014                         | Tara Nicole Weyr | Gloria Calderon Kellett | 2,66 Mio.       |
| 9          | 9         | Rührei machen Gefälligkeiten (Alternativtitel)                             | Scrambling the Eggs     | 18. Aug. 2013        | 26. Feb. 2014                         | Tara Nicole Weyr | Tanya Saracho           | 2,56 Mio.       |
| 10         | 10        | Gardinen aufhängen Dinnerparty (Alternativtitel)                           | Hanging the Drapes      | 25. Aug. 2013        | 26. Feb. 2014                         | John Scott       | Brian Tanen             | 2,48 Mio.       |
| 11         | 11        | Alles raus aus dem Kleiderschrank Reinen Tisch machen (Alternativtitel)    | Cleaning Out the Closet | 8. Sep. 2013         | 5. März 2014                          | John Scott       | Victor Levin            | 2,49 Mio.       |
| 12         | 12        | Her mit dem Blut Alte Rechnungen (Alternativtitel)                         | Getting Out the Blood   | 15. Sep. 2013        | 5. März 2014                          | Larry Shaw       | Marc Cherry             | 2,52 Mio.       |
| 13         | 13        | Endlich alles sauber Eine saubere Lösung (Alternativtitel)                 | Totally Clean           | 22. Sep. 2013        | 5. März 2014                          | Larry Shaw       | Marc Cherry             | 2,95 Mio.       |

## Staffel 2
Die Erstausstrahlung der zweiten Staffel war vom 20. April bis zum 13. Juli 2014 bei Lifetime zu sehen. Die deutschsprachige Erstausstrahlung sendete Universal Channel vom 8. Oktober bis zum 12. November 2014.
| Nr. (ges.) | Nr. (St.) | Deutscher Titel          | Originaltitel                     | Erstausstrahlung USA | Deutschsprachige Erstausstrahlung (D) | Regie            | Drehbuch        | Zuschauer (USA) |
| ---------- | --------- | ------------------------ | --------------------------------- | -------------------- | ------------------------------------- | ---------------- | --------------- | --------------- |
| 14         | 1         | Ein idealer Gatte        | An Ideal Husband                  | 20. Apr. 2014        | 8. Okt. 2014                          | Eva Longoria     | Marc Cherry     | 1,96 Mio.       |
| 15         | 2         | Durchkreuzte Pläne       | The Dark at the Top of the Stairs | 27. Apr. 2014        | 8. Okt. 2014                          | Tawnia McKiernan | Brian Tanen     | 1,68 Mio.       |
| 16         | 3         | Gefährliche Liebschaften | Dangerous Liaisons                | 4. Mai 2014          | 15. Okt. 2014                         | Tawnia McKiernan | Curtis Kheel    | 1,57 Mio.       |
| 17         | 4         | Verbrechen aus Liebe     | Crimes of the Heart               | 11. Mai 2014         | 15. Okt. 2014                         | David Warren     | Carol Leifer    | 1,65 Mio.       |
| 18         | 5         | Die Saat des Bösen       | The Bad Seed                      | 18. Mai 2014         | 22. Okt. 2014                         | David Warren     | Elle Triedman   | 1,54 Mio.       |
| 19         | 6         | Private Angelegenheiten  | Private Lives                     | 25. Mai 2014         | 22. Okt. 2014                         | Tara Nicole Weyr | Michal Zebede   | 1,78 Mio.       |
| 20         | 7         | Kleine und große Lügen   | Betrayal                          | 1. Juni 2014         | 29. Okt. 2014                         | Tara Nicole Weyr | David Grubstick | 2,14 Mio.       |
| 21         | 8         | Abgründe                 | Night, Mother                     | 8. Juni 2014         | 29. Okt. 2014                         | David Warren     | Michal Zebede   | 1,82 Mio.       |
| 22         | 9         | Überraschender Besuch    | The Visit                         | 15. Juni 2014        | 5. Nov. 2014                          | David Warren     | Elle Triedman   | 1,81 Mio.       |
| 23         | 10        | Konsequenzen             | Long Day’s Journey Into Night     | 22. Juni 2014        | 5. Nov. 2014                          | John Scott       | Curtis Kheel    | 1,93 Mio.       |
| 24         | 11        | Unsanftes Erwachen       | You Can’t Take It With You        | 29. Juni 2014        | 12. Nov. 2014                         | John Scott       | Carol Leifer    | 1,49 Mio.       |
| 25         | 12        | Handfeste Beweise        | Proof                             | 6. Juli 2014         | 12. Nov. 2014                         | David Grossman   | Brian Tanen     | 1,86 Mio.       |
| 26         | 13        | Der große Tag            | Look Back In Anger                | 13. Juli 2014        | 12. Nov. 2014                         | David Grossman   | Matt Berry      | 2,23 Mio.       |

## Staffel 3
Die Erstausstrahlung der dritten Staffel war vom 1. Juni bis zum 24. August 2015 auf dem US-amerikanischen Kabelsender Lifetime zu sehen. Die deutschsprachige Erstausstrahlung sendete Universal Channel vom 6. Oktober bis zum 10. November 2015.
| Nr. (ges.) | Nr. (St.) | Deutscher Titel           | Originaltitel         | Erstausstrahlung USA | Deutschsprachige Erstausstrahlung (D) | Regie             | Drehbuch                            | Zuschauer (USA) |
| ---------- | --------- | ------------------------- | --------------------- | -------------------- | ------------------------------------- | ----------------- | ----------------------------------- | --------------- |
| 27         | 1         | Das Erwachen              | Awakenings            | 1. Juni 2015         | 6. Okt. 2015                          | David Warren      | Marc Cherry & Brian Tanen           | 1,47 Mio.       |
| 28         | 2         | Heiratsanträge            | From Here to Eternity | 8. Juni 2015         | 6. Okt. 2015                          | David Warren      | Curtis Kheel                        | 1,42 Mio.       |
| 29         | 3         | Die schreckliche Wahrheit | The Awful Truth       | 15. Juni 2015        | 13. Okt. 2015                         | Gil Junger        | Ric Swartzlander                    | 1,34 Mio.       |
| 30         | 4         | Seit du fort bist         | Since You Went Away   | 22. Juni 2015        | 13. Okt. 2015                         | Gil Junger        | Davah Avena                         | 1,14 Mio.       |
| 31         | 5         | Stadtgespräch             | The Talk of the Town  | 29. Juni 2015        | 20. Okt. 2015                         | Tara Nicole Weyr  | Charise Castro Smith                | 1,34 Mio.       |
| 32         | 6         | Wenn der Blitz einschlägt | She Done Him Wrong    | 6. Juli 2015         | 20. Okt. 2015                         | Tara Nicole Weyr  | David Grubstick                     | 1,34 Mio.       |
| 33         | 7         | Der Wendepunkt            | The Turning Point     | 13. Juli 2015        | 27. Okt. 2015                         | Victor Nelli, Jr. | Charise Castro Smith                | 1,35 Mio.       |
| 34         | 8         | Auf Leben und Tod         | Cries and Whispers    | 20. Juli 2015        | 27. Okt. 2015                         | Victor Nelli, Jr. | David Grubstick                     | 1,17 Mio.       |
| 35         | 9         | Böses Mädchen             | Bad Girl              | 27. Juli 2015        | 3. Nov. 2015                          | David Grossman    | Brian Tanen & Davah Avena           | 1,27 Mio.       |
| 36         | 10        | Rückschläge               | Whiplash              | 3. Aug. 2015         | 3. Nov. 2015                          | David Grossman    | Benjamin Wiggins & Christian Spicer | 1,41 Mio.       |
| 37         | 11        | Die Sprache der Liebe     | Terms of Endearment   | 10. Aug. 2015        | 10. Nov. 2015                         | David Warren      | Ric Swartzlander                    | 1,34 Mio.       |
| 38         | 12        | Unter Verdacht            | Suspicion             | 17. Aug. 2015        | 10. Nov. 2015                         | David Warren      | Curtis Kheel                        | 1,52 Mio.       |
| 39         | 13        | Der große Knall           | Anatomy of a Murder   | 24. Aug. 2015        | 10. Nov. 2015                         | Tara Nicole Weyr  | Brian Tanen                         | 1,53 Mio.       |

## Staffel 4
Die Erstausstrahlung der vierten und letzten Staffel war vom 6. Juni bis zum 8. August 2016 beim US-amerikanischen Kabelsender Lifetime zu sehen. Die deutschsprachige Erstausstrahlung erfolgte vom 3. bis zum 31. Oktober 2016 bei Universal Channel.
| Nr. (ges.) | Nr. (St.) | Deutscher Titel             | Originaltitel              | Erstausstrahlung USA | Deutschsprachige Erstausstrahlung (D) | Regie            | Drehbuch                         | Zuschauer (USA) |
| ---------- | --------- | --------------------------- | -------------------------- | -------------------- | ------------------------------------- | ---------------- | -------------------------------- | --------------- |
| 40         | 1         | Mr. Spence                  | Once More Unto the Bleach  | 6. Juni 2016         | 3. Okt. 2016                          | David Warren     | Brian Tanen                      | 1,08 Mio.       |
| 41         | 2         | Herbe Verluste              | Another One Wipes the Dust | 13. Juni 2016        | 3. Okt. 2016                          | David Warren     | Curtis Kheel                     | 1,07 Mio.       |
| 42         | 3         | Krieg und Sieden            | War and Grease             | 20. Juni 2016        | 10. Okt. 2016                         | Mary Lou Belli   | Davah Avena                      | 0,82 Mio.       |
| 43         | 4         | Der Zirkel                  | Sweeping with the Enemy    | 27. Juni 2016        | 10. Okt. 2016                         | Mary Lou Belli   | Ric Swartzlander                 | 0,96 Mio.       |
| 44         | 5         | Irrungen und Wirrungen      | A Time to Spill            | 4. Juli 2016         | 17. Okt. 2016                         | David Grossman   | Sheila Lawrence                  | 0,94 Mio.       |
| 45         | 6         | Pakt mit dem Teufel         | The Maid Who Knew Too Much | 11. Juli 2016        | 17. Okt. 2016                         | David Grossman   | Jessica Kivnik & David Grubstick | 1,03 Mio.       |
| 46         | 7         | Blut, Schweiß und Angst     | Blood, Sweat, and Smears   | 18. Juli 2016        | 24. Okt. 2016                         | Elodie Keene     | Amelia Sims & Davah Avena        | 0,82 Mio.       |
| 47         | 8         | Der Lack ist ab             | Saw the Shine              | 25. Juli 2016        | 24. Okt. 2016                         | Elodie Keene     | David Grubstick                  | 0,87 Mio.       |
| 48         | 9         | Viel Lärm um die Videos     | Much Ado About Buffing     | 1. Aug. 2016         | 31. Okt. 2016                         | Victor Nelli Jr. | Curtis Kheel                     | 0,78 Mio.       |
| 49         | 10        | Friede, Freude, Pustekuchen | Grime And Punishment       | 8. Aug. 2016         | 31. Okt. 2016                         | Victor Nelli Jr. | Brian Tanen                      | 0,86 Mio.       |